# Euphyia coangulata
Euphyia coangulata là một loài bướm đêm trong họ Geometridae.